# J. Luna
J. Luna (, ) é um compositor e radialista brasileiro, nascido do no estado da Bahia. Em 1970, por troca de divulgação, Luna propôs uma parceria com o compositor Antônio Barros na música "Procurando Tu", sendo gravada por Trio Nordestino e, posteriormente, foi regravada várias vezes por outros artistas.